# Thalía (album 1990)
Thalía è il primo eponimo album in studio della cantante messicana Thalía, pubblicato nel 1990.

## Tracce
1. El baile de los perros y los gatos – 5:33
2. Libertad de expresión – 4:28
3. Amarillo azul – 3:46
4. Aeróbico – 3:26
5. Pienso en ti – 4:49
6. Saliva – 3:12
7. Un pacto ÷ Los 2 – 3:23
8. Thali'sman (TALISMÁN) – 5:06
9. El poder de tu amor – 5:09
10. La tierra de nunca jamás – 5:30

## Classifiche
| Paese                        | Posizione più alta |
| ---------------------------- | ------------------ |
| Stati Uniti Latin Pop Albums | 2                  |